# Weiler-la-Tour
Weiler-la-Tour (luxemburguès Weiler zum Tuer, alemany Weiler zum Turm) és una comuna i vila a l'est de Luxemburg, que forma part del cantó de Luxemburg. Comprèn les viles de Weiler-la-Tour, Hassel i Syren.

## Població
| Nacionalitat   | Població | %      |
| -------------- | -------- | ------ |
| luxemburguesos | 1.017    | 76,99% |
| Forasters      | 304      | 23,01% |
| - portuguesos  | 26       | 1,97%  |
| - francesos    | 66       | 5,00%  |
| - italians     | 53       | 4,01%  |
| - belgues      | 33       | 2,50%  |
| - alemanys     | 31       | 2,35%  |
| - iugoslaus    | 9        | 0,68%  |
| - altres       | 86       | 6,51%  |

## Evolució demogràfica
| Any        | Població |
| ---------- | -------- |
| 15/02/2001 | 1.321    |
| 01/01/2002 | 1.341    |
| 01/01/2003 | 1.349    |
| 01/01/2004 | 1.360    |
| 01/01/2005 | 1.368    |